# Collotheca gossei
Collotheca gossei är en hjuldjursart som först beskrevs av Hood 1892.  Collotheca gossei ingår i släktet Collotheca och familjen Collothecidae. Inga underarter finns listade i Catalogue of Life.